# Teun Buijs
Teun Buijs (* 24. Februar 1960 in Oostzaan) ist ein niederländischer Volleyball-Trainer und ehemaliger Nationalspieler.

## Karriere
Buijs begann seine Karriere als Spieler im Alter von vierzehn Jahren beim heimatlichen VV Compaen. In den 1980er Jahren gehörte er zu der erfolgreichen Mannschaft von Brother Martinus Amstelveen. Neben sechs nationalen Meisterschaften wurde er dreimal Dritter im Europapokal der Landesmeister. Mit der niederländischen Nationalmannschaft, für die er insgesamt 321 Spiele absolvierte, nahm er am olympischen Turnier 1988 in Seoul teil und erreichte durch einen Sieg gegen Schweden den fünften Platz. In der heimischen Liga spielte er außerdem für Noliko Maaseik und VV Zaanstad.
1991 wurde er Trainer. Bei VV Zaanstad betreute er den weiblichen Nachwuchs, zu dem seine Tochter Anne Buijs gehörte. Er arbeitete vier Jahre lang für den niederländischen Verband als Assistent des Frauen-Nationaltrainers Avital Selinger und Trainer der Jugendnationalmannschaft. Später wechselte er in die Schweiz und führte Lausanne VC zur Vizemeisterschaft. 2009 wurde er vom deutschen Bundesliga-Aufsteiger RWE Volleys Bottrop verpflichtet. Mit den Bottropern kam er in der Saison 2010/11 in die Playoffs und ins Halbfinale des DVV-Pokals. Anschließend wechselte er in die Frauen-Bundesliga zum amtierenden deutschen Meister Schweriner SC. Dort trainierte er unter anderem wieder seine Tochter Anne, die gleichzeitig mit dem Vater nach Schwerin kam. Buijs führte den Verein 2012 und 2013 jeweils zur Deutschen Meisterschaft und zum DVV-Pokalsieg. 2013/14 war er beim polnischen Spitzenteam Trefl Sopot und 2014/15 in Aserbaidschan bei Lokomotiv Baku tätig. Nachdem Buijs 2016/17 den niederländischen Männer-Zweitligisten Prima Donna Kaas VV Huizen trainiert hatte, wechselte er 2017 wieder in die deutsche Frauen-Bundesliga zum USC Münster. Ende Oktober 2020 wurde Buijs in Münster vom Amt des Cheftrainers freigestellt.